# Köppern
Köppern ist ein Stadtteil der Stadt Friedrichsdorf im hessischen Hochtaunuskreis, in der Nähe von Frankfurt am Main.

## Geographie
Der Ort Köppern liegt im Vordertaunus rund 20 Kilometer nordwestlich von Frankfurt am Main in einem reich bewaldeten Tal des Erlenbachs. Köppern grenzt mit seiner westlichen Gemarkungsgrenze an den römischen Limes. Nachbarorte sind Rosbach vor der Höhe (Norden), Rodheim vor der Höhe (Osten), Burgholzhausen vor der Höhe (Südosten), die Kernstadt Friedrichsdorf mit Dillingen (Süden) sowie Wehrheim (Nordwesten). Das Erlenbachtal im Nordwesten, im Verlauf bis Wehrheim Köpperner Tal genannt, stellt eine wichtige Verbindung ins Usinger Land dar.

## Geschichte

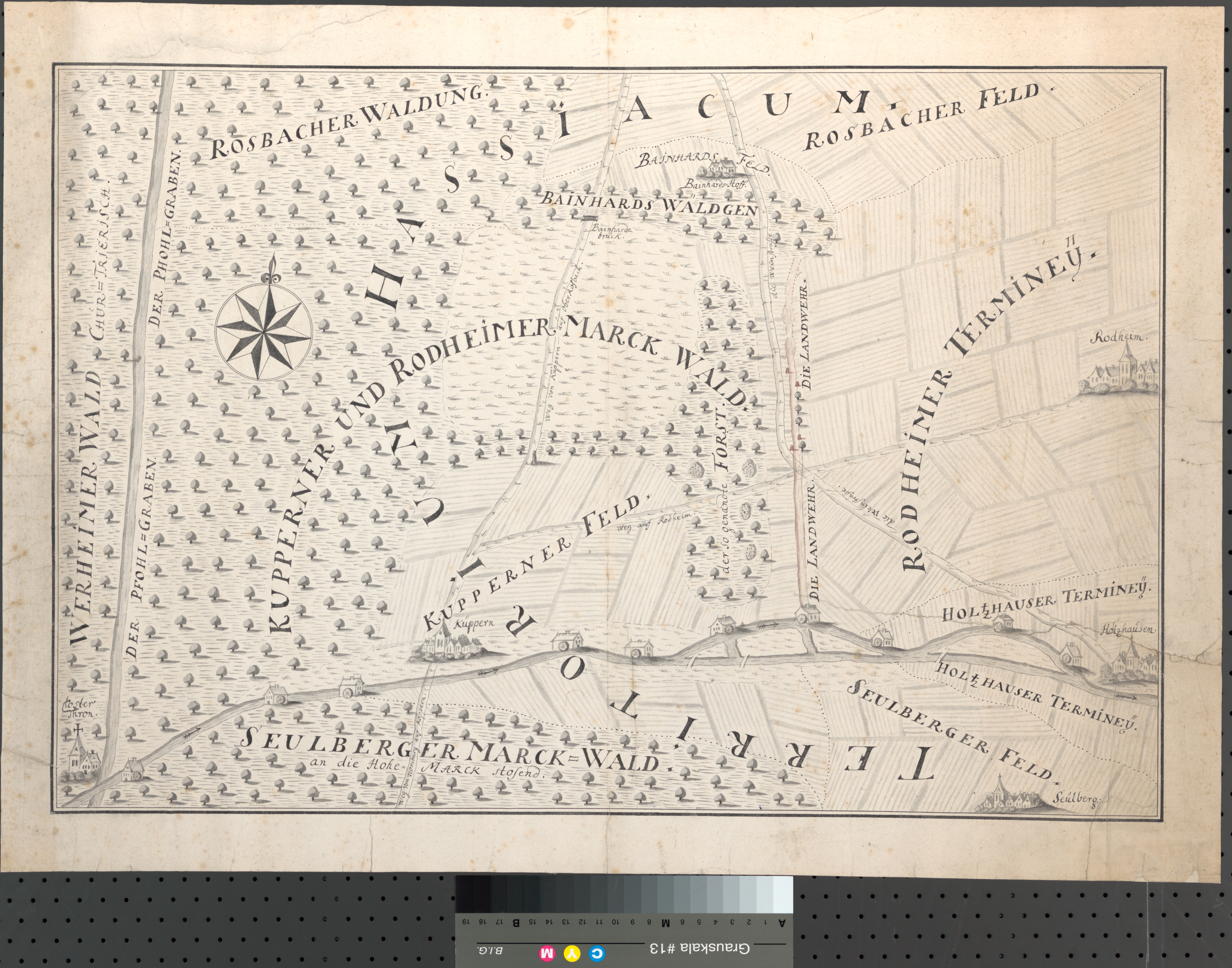
Karte von 1738 mit dem Dorf Köppern und den Mühlen am Erlenbach

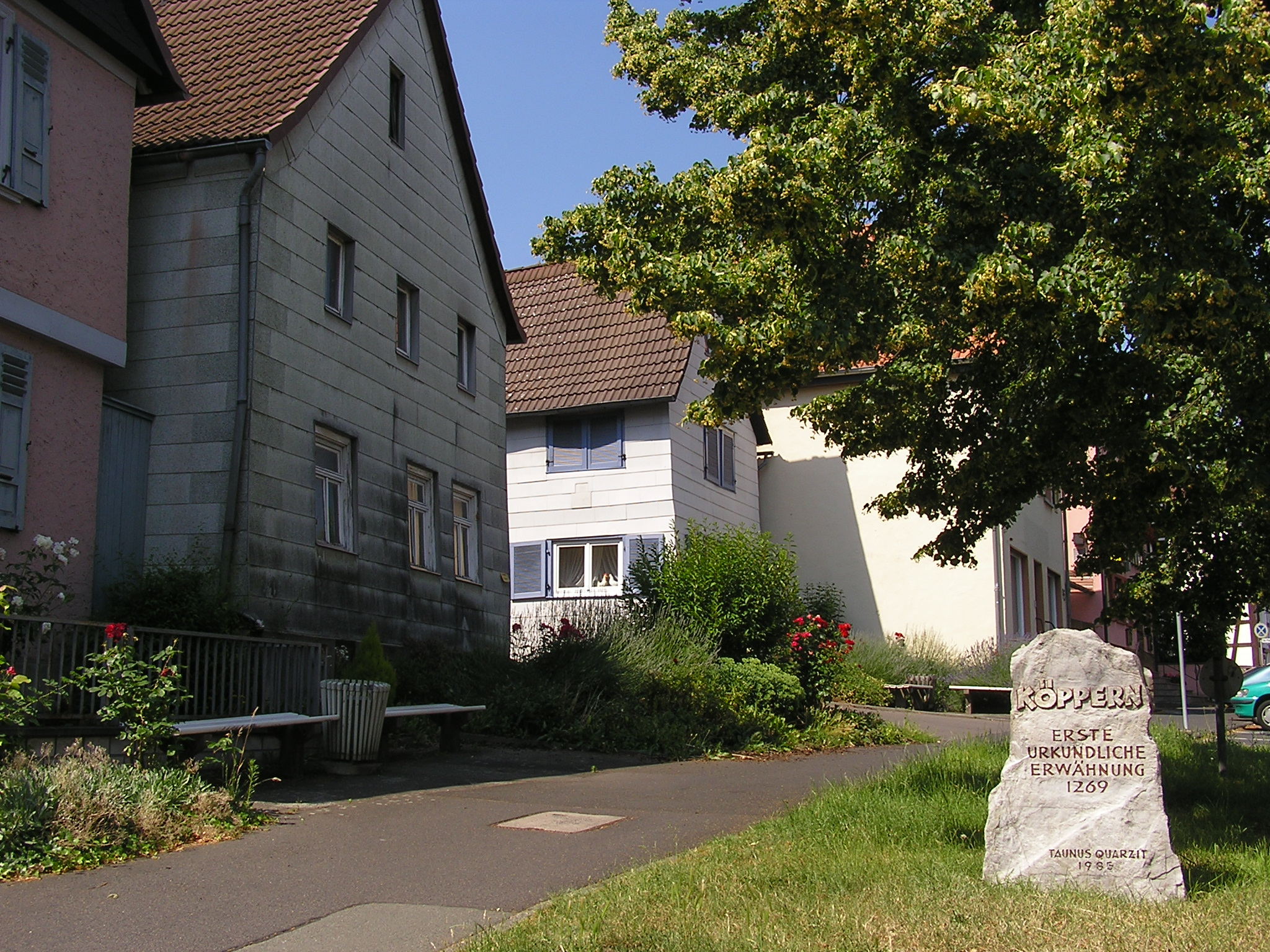
Köpperner Ortsmitte, früher Markt

Die älteste erhaltene Erwähnung von Köppern stammt aus dem Jahr 1269, als dem Burchard von Printsac vom Grafen Gerhard von Eppstein eine Wassermühle zu „copperno“ zu Lehen gegeben wurde.
1486 verkaufte Gottfried X. von Eppstein mit Einwilligung des Lehensherrn, des hessischen Landgrafen, das Amt Homburg samt den zugehörigen Dörfern – also einschließlich Köppern – für 19.000 Gulden an Graf Philipp I. (den Jüngeren) von Hanau-Münzenberg. Die Hanauer Grafen behielten das Amt aber nicht lange. 1504 unterlag Hanau im Landshuter Erbfolgekrieg, Landgraf Wilhelm II. von Hessen dagegen stand auf Seiten der Sieger und beschlagnahmte das Amt. Auf dem Reichstag von Worms kam es 1521 zu einem Vergleich durch die Vermittlung Kaiser Karls V.: Gegen Zahlung einer Summe von 12.000 Gulden verzichteten die Grafen von Hanau auf ihre Ansprüche.
Bei der Teilung der Landgrafschaft Hessen unter Philipp I. 1567 kam Köppern zur Landgrafschaft Hessen-Darmstadt, mit der Unabhängigkeit der Landgrafschaft Hessen-Homburg 1622 zu dieser.
Leinenweberei und Ziegelbrennerei stellten neben der Landwirtschaft lange Zeit die wichtigsten Erwerbszweige dar. Später kamen die Fabrikation von Hüten und die Verarbeitung von Leder hinzu. 1901 wurde vom Frankfurter Arzt Emil Sioli das heute noch bestehende Waldkrankenhaus (Fachklinik für Psychiatrie und Psychotherapie) gegründet.
Ausgehend vom alten Straßendorf entlang der Köpperner Straße zwischen Erlenbachbrücke und Schulstraße wuchs das Dorf im 20. Jahrhundert besonders auf der Südseite des Erlenbachs zur Bahnlinie hin, dieses Neubaugebiet zeichnet sich durch eine auf die Chaussee nach Friedrichsdorf ausgerichtete, rechtwinklige Straßenführung aus (Planstadt). Nördlich des Ortskerns entstand ein Gewerbegebiet, das zu Beginn des 21. Jahrhunderts erweitert wurde (Köppern-Nordost).

### Gebietsreform

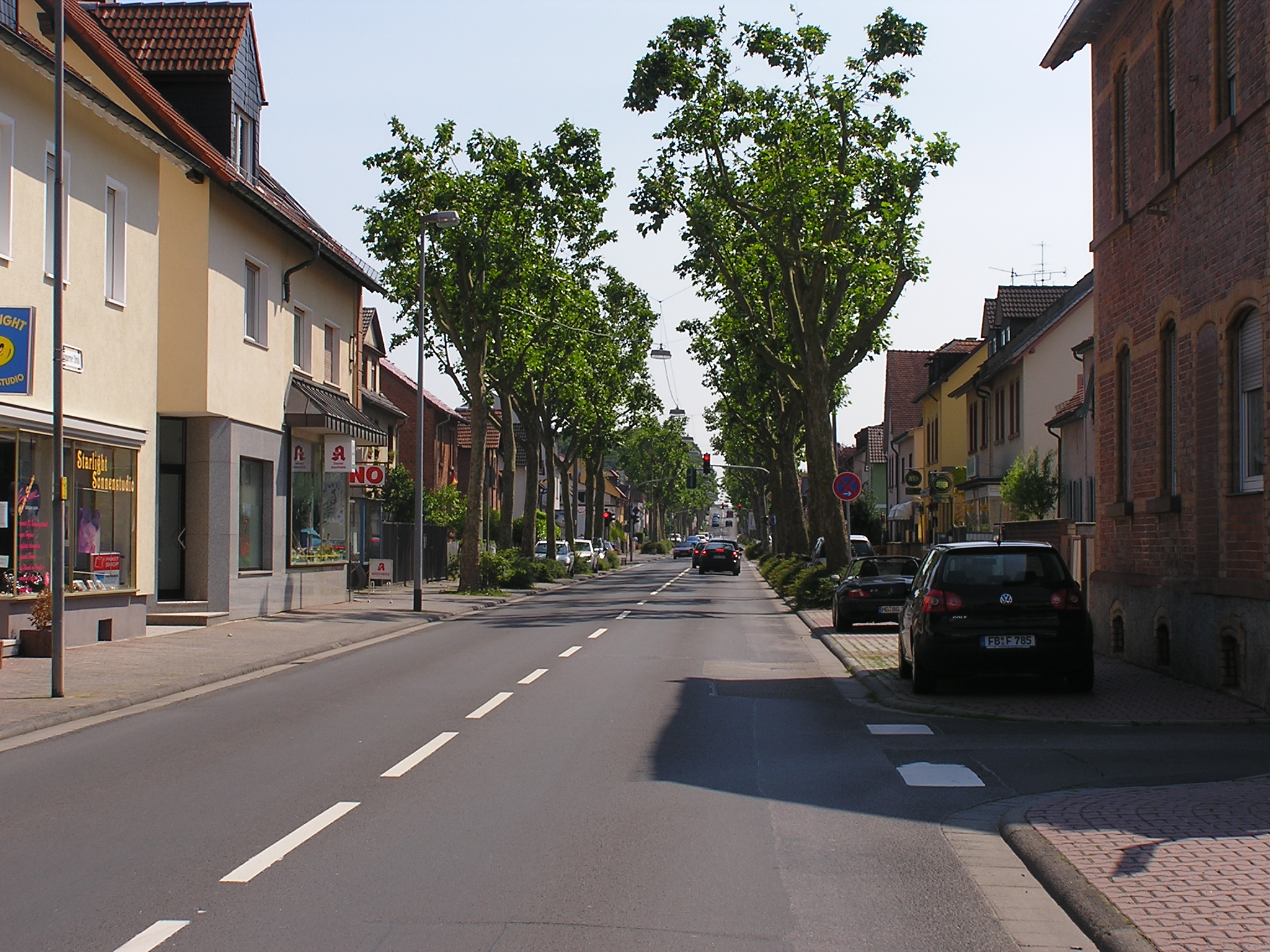
Köpperner Straße, Blick von der Erlenbachbrücke nach Süden

Im Zuge der Gebietsreform in Hessen wurden am 1. August 1972 kraft Landesgesetz die bisherige Stadt Friedrichsdorf und die Gemeinden Seulberg, Köppern und Burgholzhausen vor der Höhe zur heutigen Stadt Friedrichsdorf zusammengeschlossen. Der letzte Bürgermeister von Köppern, Fritz Levermann (Bürgermeister 1958 bis 1972), war von 1972 bis 1978 Erster Stadtrat von Friedrichsdorf und später Ehrenbürger der Stadt.

### Ortsname
Lange Zeit galt als wahrscheinlichste Theorie, dass der Name von der Berufsbezeichnung der Küfer abgeleitet wurde, die im Mittelalter das Holz der umliegenden Wälder verarbeitet haben. Die dadurch entstandene Siedlung „bei den Küfern“ sei schließlich zum Ortsnamen Köppern verschliffen worden.
Die neuere Namenforschung widerlegte schließlich die ältere Theorie und führte den Ortsnamen auf eine alte Benennung des Erlenbaches im dortigen Gebiet zurück. Analog zum Gewässernamen der Kupfer in Baden-Württemberg, entstammt der Name Köppern aus vorgermanisch Kuprina oder Kupria, was wiederum auf eine indogermanische Grundform *keup- zurückgeht. Dies bedeutet so viel wie „(innerlich) beben“ und bezeichnet wohl eine Stelle, an der der Wasserschwall des Baches besonders stark war.
Historische Belege des Ortsnamens:
- 1269 Copperno
- 1290–1306 Coppern
- 1310 Cůpperne
- 1317 Chůppern
- 1334 Kůppern
- 14. Jh. Cuper
- 1487 Kopffern
- 1537 Koeppern
- 1567 Coiffernn

## Politik

### Wappen
| Wappen von Köppern | Blasonierung: „In Rot ein vierspeichiges silbernes Rad.“ |
| Wappen von Köppern | Wappenbegründung: Das Wappen übernimmt das alte Ortszeichen, wie es alle Siegel im Siegelfeld zeigen: das 1602 und 1620 belegte GERICHTSIGEL ZV KIPPERN und das ihm folgende GERICHTSIGEL CV COEPERN (Abdrücke 1728 und 1748) sowie die Gerichtssiegel seit 1816. Das Rad wird als Hinweis auf die Küfer-, Wagner- und Benderhandwerke gedeutet, die einst in der durch ihren Waldreichtum ausgezeichneten Gemeinde besonders geblüht haben und auf die auch der Ortsname „zu den Küfern“, „Küppern“ zurückgeführt wird. Für das Wappen wurden die Farben der Landgrafschaft Hessen gewählt, zu der die Gemeinde jahrhundertelang gehört hat. Das Wappen wurde am 15. Januar 1938 durch den Oberpräsidenten der Provinz Hessen-Nassau verliehen. |

## Kultur und Sehenswürdigkeiten

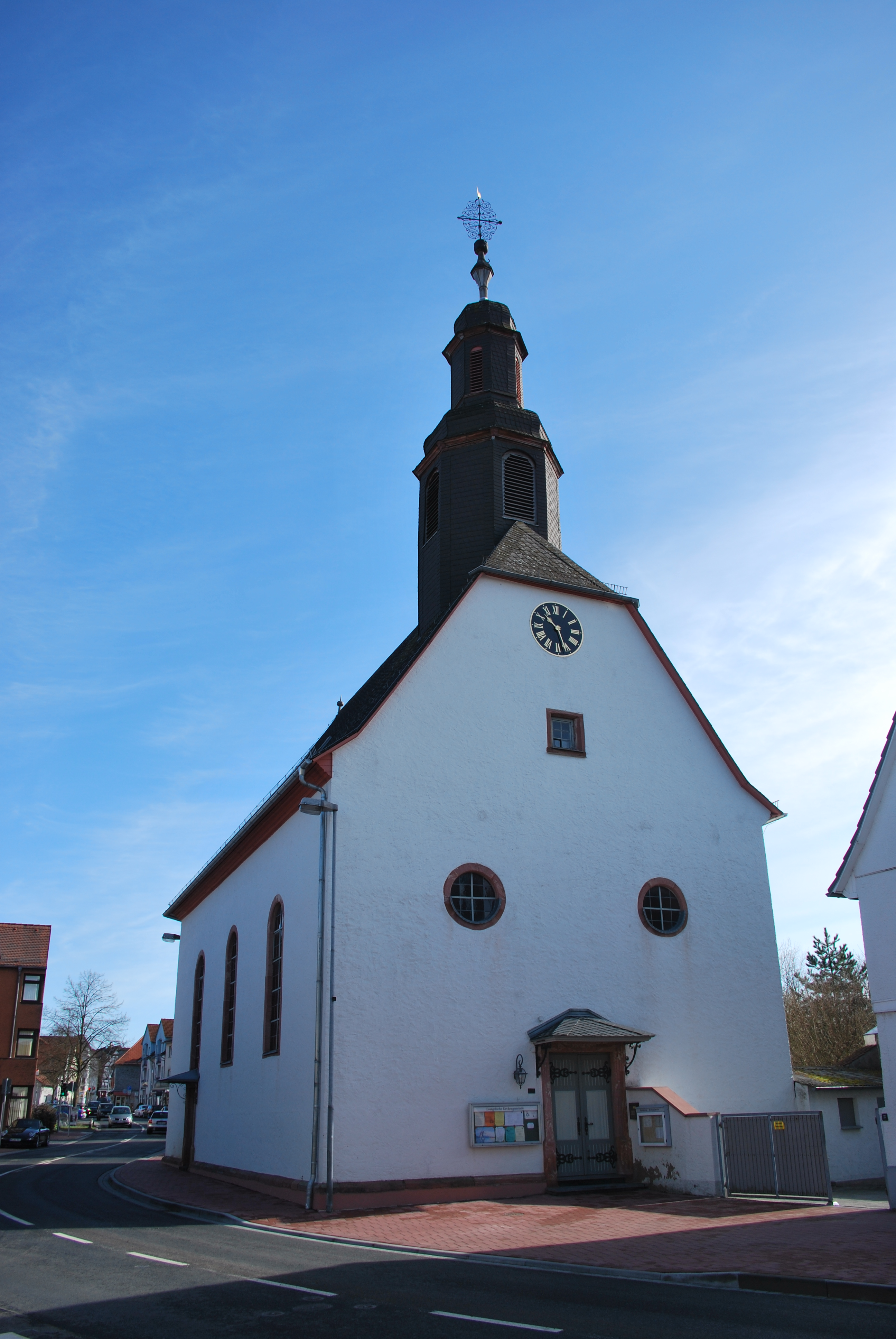
Evangelische Pfarrkirche

### Bauwerke
Entlang der Köpperner Straße und deren Seitenstraßen sind aus der Wiederaufbauphase nach dem Dreißigjährigen Krieg einige Fachwerkhäuser erhalten, darunter das repräsentative Pfarrhaus Köppern von 1830. Im Ortskern befindet sich die evangelische Pfarrkirche Köppern. Die Saalkirche wurde 1727–31 von Johann Wilhelm Detler erbaut. Der aus Rodheim stammende Maurermeister entwarf und baute ebenso die evangelische Kirche Burgholzhausen vor der Höhe. Das Kircheninnere ist mit ornamentalen Malereien im Jugendstil und einfachen Stuckarbeiten des 18. Jahrhunderts ausgestattet. Die drei Glocken im Dachreiter mit der Tonfolge f1-as1-b1 wurden 1963 von den Gebr. Rincker in Sinn gegossen. Darauf abgestimmt läuten im katholischen Gemeindezentrum St. Josef zwei Glocken c2-es2, die 1975 bei Petit & Gebr. Edelbrock in Gescher gegossen wurden.
Die Erlenbachbrücke der Köpperner Straße wurde 1826 mit dem Chausseebau von Friedrichsdorf erbaut.

### Kultur

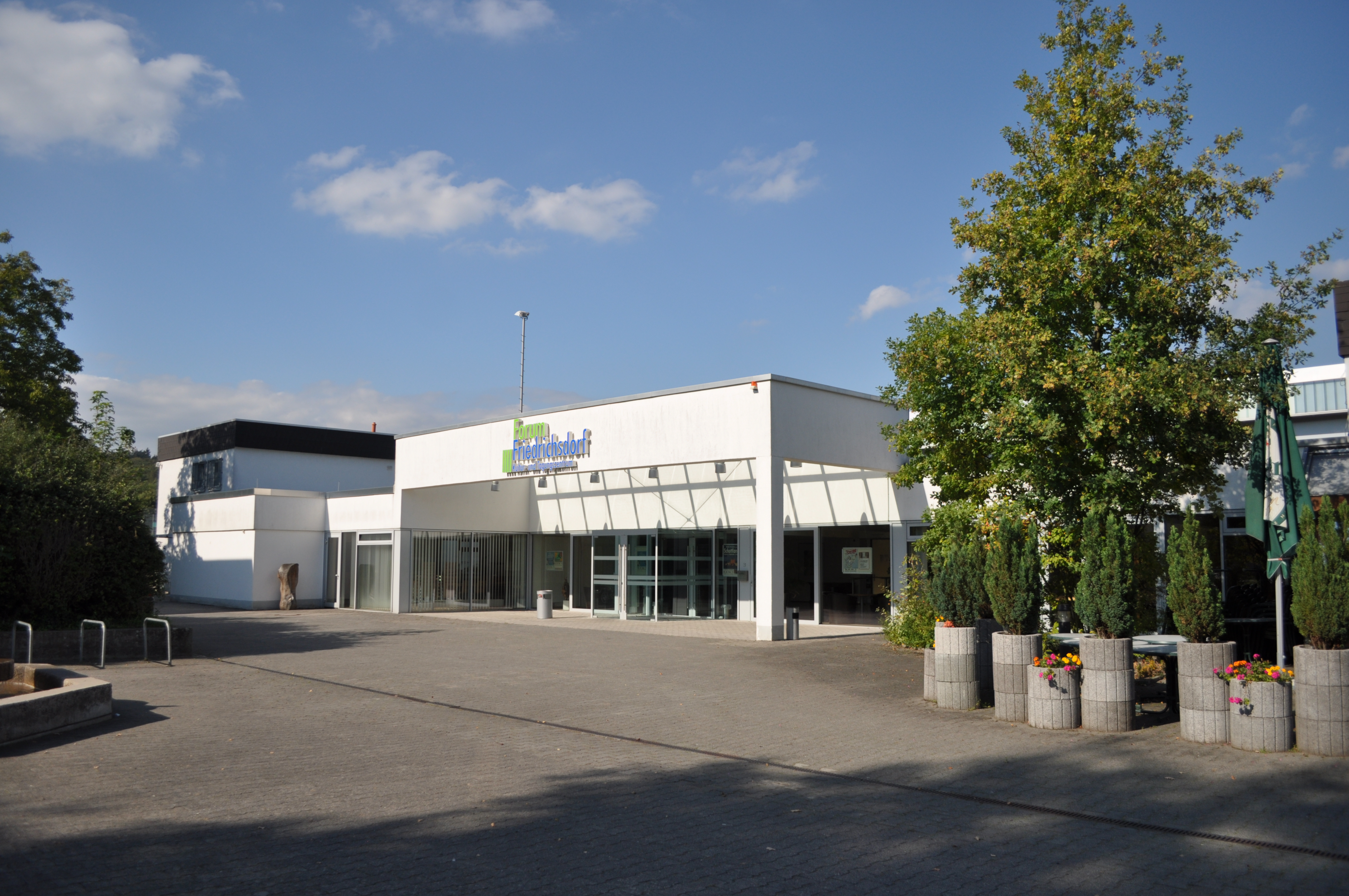
Forum Friedrichsdorf

Seit 1925 gibt es in Köppern ein Kino in Familienbesitz. Bereits 1918 wurden die ersten Filme gezeigt. Das Kino wurde mehrmals modernisiert, heute können auch 3D-Filme vorgeführt werden.
Ferner befindet sich mit dem Forum Friedrichsdorf ein Bürgerhaus und Kulturzentrum in Köppern, das unter anderem ein Restaurant beherbergt und als Ort für regelmäßige Kulturveranstaltungen dient.
Mit dem Volkschor Köppern 1861 e. V., mit seinen Abteilungen FrauenArt und QuerBeat, hat Köppern den zweitältesten Chor der heutigen Stadt Friedrichsdorf.

## Sport
Am Bürgerhaus befindet sich die Sportanlage (Rasen- und Kunstrasenplatz) des SV Teutonia Köppern. Die 1. Herrenmannschaft (Fußball) spielt derzeit in der Kreisoberliga Hochtaunus.
Am Wiesenweg hat der Tennisverein Köppern e. V. seine Anlage mit sechs Plätzen.
Die TSG 1890 Köppern bietet u. a. Leichtathletik, Judo, Tischtennis und Volleyball an.

## Wirtschaft und Infrastruktur
Zwei Lebensmitteldiscounter (ein Rewe und einen Penny), eine Metzgerei, drei Bäckereien, vier Friseursalons und weitere Ladengeschäfte decken die Grundversorgung mit Nahrungsmitteln ab und werden von mehreren Gastronomiebetrieben sowie zwei Tankstellen ergänzt. Es existieren mehrere Arztpraxen und zwei Apotheken im Ortsteil.

### Bildung
Köppern verfügt über eine Grundschule mit etwa 260 Schülern und etwa 16 Lehrkräften sowie drei Kindertageseinrichtungen.

### Verkehr

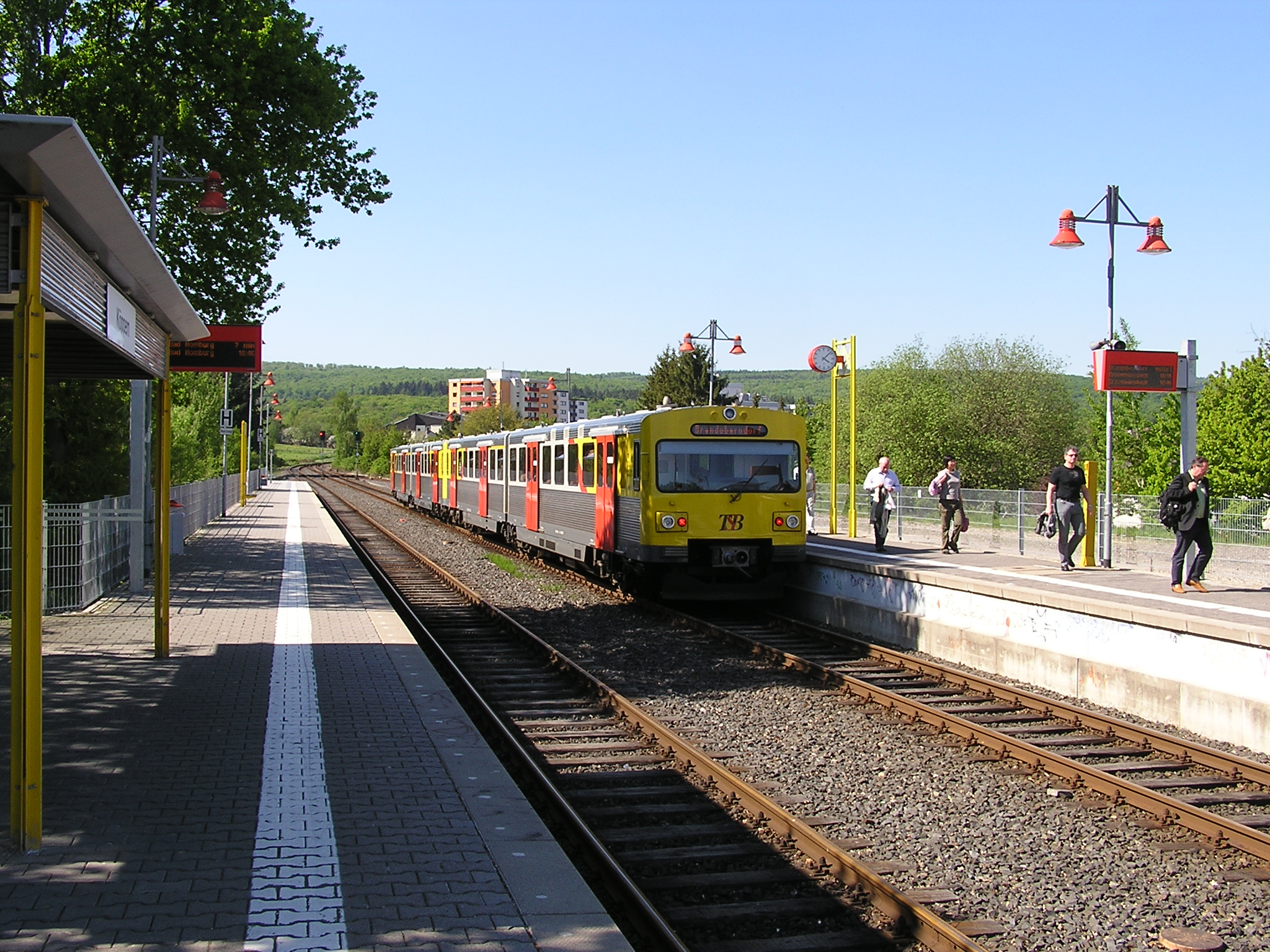
Bahnhof Köppern

Östlich des Ortes befindet sich die A 5. Ursprünglich verlief die B 455 durch den Ort, wurde aber von der A 5 ersetzt. Seit 2006 besteht mit der Friedrichsdorfer Entlastungsstraße (L3057) eine Umfahrung für den Ort. Die durch das Köpperner Tal verlaufende Landesstraße L3041 stellt eine wichtige Ausweichstrecke zum Saalburgpass dar.
Am Ortsende Richtung Friedrichsdorf befindet sich der Bahnhof Köppern, der an der Bahnstrecke Friedrichsdorf–Albshausen liegt und von der Linie RB 15 von Frankfurt bzw. Bad Homburg nach Brandoberndorf bedient wird. Auch der Bahnhof Saalburg liegt noch auf Köpperner Gebiet, erschließt jedoch die Wehrheimer Saalburgsiedlung und den Freizeitpark Lochmühle.

### Waldkrankenhaus
Am Westrand des Ortes im Köpperner Tal befindet sich das Waldkrankenhaus Köppern, eine Fachklinik für Psychiatrie und Psychotherapie. Das traditionsreiche Krankenhaus firmierte bis Mitte 2009 als Zentrum für Soziale Psychiatrie Hochtaunus gemeinnützige GmbH, heute Vitos Hochtaunus gemeinnützige GmbH.

### Quarzit-Werk

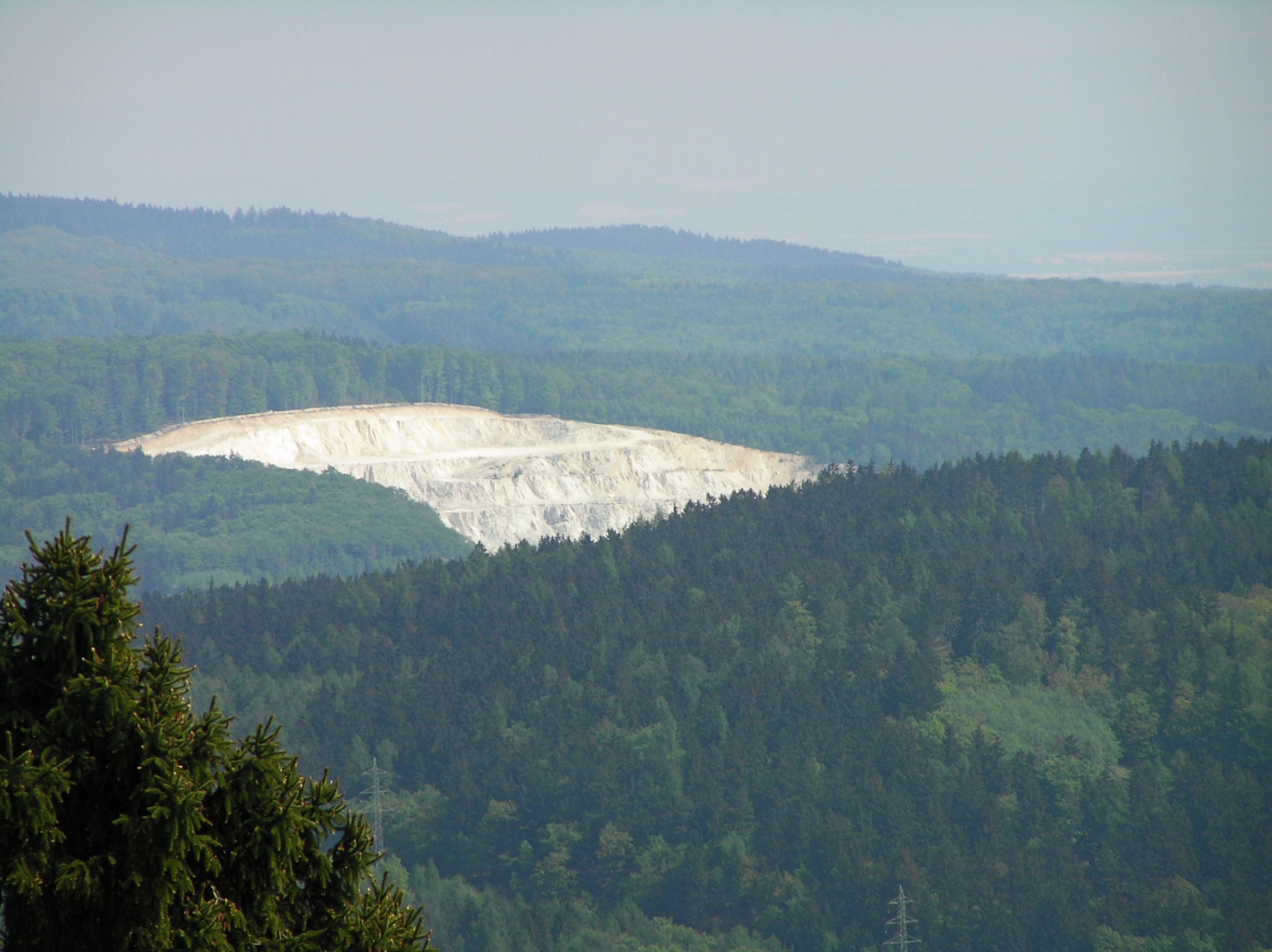
Taunus-Quarzitwerke vom Herzberg aus gesehen

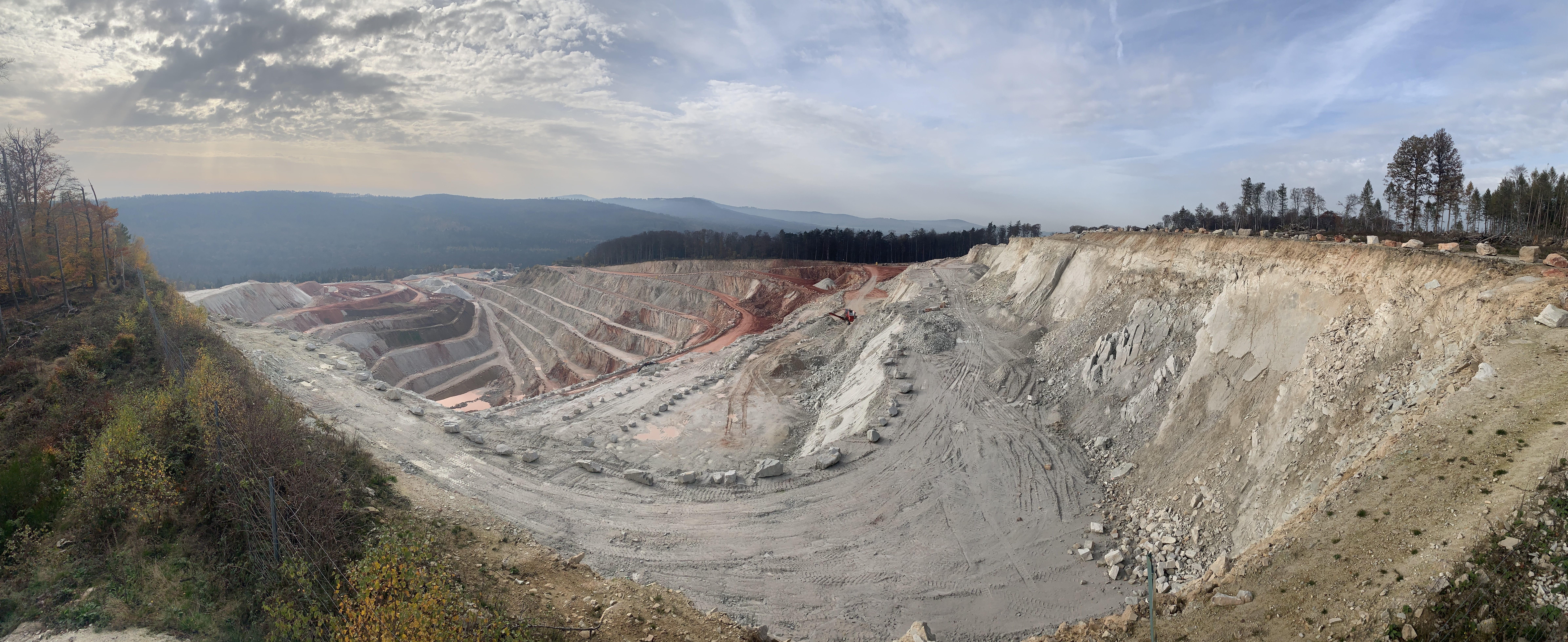
Taunus-Quarzitwerke von der Aussichtsplattform aus gesehen

Am westlichen Ende des Köpperner Tals Richtung Wehrheim betreibt die Holcim Kies und Splitt GmbH (ein Tochterunternehmen der weltweit tätigen HolcimAG) einen großen Steinbruch, in dem seit Ende des 19. Jahrhunderts Quarzit abgebaut wird. Während der Steinbruch vom Boden aus der Ferne aus fast nur in einem bestimmten Winkel aus der Wetterau gesehen werden kann, ist er aus der Luft eine markante Landmarke ⊙. Oberhalb des Steinbruchs befindet sich eine Aussichtsplattform, die einen Blick über das Gelände erlaubt. Produziert werden heute jährlich 1,8 Mio. Tonnen Quarzkies und Splitt. Aufgrund der hohen Reinheit und der damit verbundenen hellen Farbe handelt es sich um hochwertiges Material, das insbesondere im Straßenbau eingesetzt wird. Der heutige Abbau erfolgt in 120 Meter Tiefe. Trotz der Tagesproduktion von 400 LKW-Ladungen verfügt das Unternehmen lediglich über 15 fest angestellte Mitarbeiter, zu denen noch weitere 15 externe Kräfte (z. B. Sprengspezialisten) kommen. Das Werk war einst neben Holztransporten einer der größten Güterkunden der Eisenbahn. Obwohl der Anschluss an die Bahn als Nachfolger der früheren 600-mm-Feldbahn noch existiert, wird seit 1996 kein Schotter mehr darüber verladen.

### Munitionsdepot Köppern
Etwa vier Kilometer nordwestlich des Ortskerns liegt das Munitionsdepot Köppern. Auf dem 254 Hektar großen Areal lagert die Bundeswehr mehr als 40 Kilotonnen Waffen und Munition. Obwohl das Gelände ausschließlich auf Wehrheimer und Rosbacher Gemarkung liegt, erhielt das Depot seinen Namen aufgrund der aus Köppern herführenden Zufahrt.

## Persönlichkeiten
- Wilhelm Mayer (1821–1886), Landrat und Mitglied des Preußischen Abgeordnetenhauses
- Jörg See (* 1961), Generalmajor des Heeres der Bundeswehr
- Fritz Levermann, letzter Bürgermeister von Köppern vor der Eingemeindung